# جونجو سوكو
جونجو سوكو (بالبرتغالية: Gongo Soco‏) كان منجم ذهب في ولاية ميناس جرايس بالبرازيل إلى الشرق من بيلو هوريزونتي في منتصف القرن التاسع عشر. كان يعمل من قبل عمال مناجم مهرة من كورنوال وعمال وعبيد برازيليين أقل مهارة. تم استخدام الآلات التي تعمل بواسطة عجلة مائية ومحرك بخاري لضخ المنجم وتشغيل المصاعد وتشغيل مطاحن حيث تم فصل الذهب عن الخام. تم إغلاق المنجم عندما نفد الذهب، ولكن أعيد فتحه لاحقًا كمنجم لخام الحديد. كما تم إغلاق منجم الحديد مؤخرًا.

## التسمية
أصول اسم "جونجو سوكو" غامضة. إحدى الروايات هي أنه عندما كانت هناك سرقة في المنجم، حيث تم إطلاق صوت جرس، لكن لم يستمع أحد. والشيء الآخر هو أنه تم العثور على عبد من الكونغو في وضع القرفصاء ("soco") أثناء دفن رواسب الذهب.